# Нічний черговий (роман)
"Нічний черговий" (англ. Night Work), або інш. переклад Нічний портьє - роман Ірвіна Шоу, написаний в 1975 році.

## Сюжет
Все життя Дугласа Граймса було пов'язане з авіацією, але одного разу плановий огляд у окуліста повністю її руйнує - за станом здоров'я йому забороняється керувати літаком. В авіакомпанії пілоту пропонують кабінетну роботу, від якої він відмовляється і переїжджає в інше місто, де влаштовується працювати нічним черговим, як йому здається, «на перший час». 
Через два роки Дугласу випадає шанс взяти у життя реванш — під час чергування раптово вмирає один із постояльців, у номері якого колишній льотчик виявляє 100 тисяч доларів готівкою. Граймс забирає собі гроші, а на ранок звільняється з готелю, залишає свою квартиру та поселяється жити в готелі. Пізніше він дізнається про напад двох гангстерів на директора готелю, після чого вирішує залишити більшу частину грошей у банку Нью-Йорка та виїхати до Європи. Однак після прибуття до готелю Цюріх замість грошей Граймс виявляє в валізі чужі речі. Дуглас усвідомлює, що він переплутав валізу в аеропорту. Починається погоня колишнього льотчика за грошима чужим континентом.

## Історія створення
Роман був написаний в Європі в 1975 році, куди автору довелося переїхати після виходу його другого роману "Збентежений ефір". Саме політика маккартизму змусила Шоу зробити цей крок. 
В деякій мірі Шоу описує в романі події зі свого життя, де він, як і герой роману був вимушений покинути США та переїхати в іншу країну для того щоб почати нове життя. 

## Екранізація
Не дивлячись на "голівудський сюжет" роман так і не був екранізований. Але існує декілька фільмів з назвою цього роману, які не мають нічого спільного з його сюжетом (див. Нічний портьє(1974), Нічний портьє(2020)). 